# Koreaceratops
Koreaceratops hwaseongensis
Genre
Espèce
Koreaceratops (« face à cornes de Corée ») est un genre de dinosaure cératopsien découvert a la base de l'Albien (Crétacé inférieur) en Corée du Sud. Il est basé sur KIGAM VP 200801, une série articulée de 36 vertèbres caudales partiellement associée à des membres postérieurs et d'ischia. Koreaceratops a été décrite par Yuong-Nam Lee et ses collègues en 2010. L'espèce type, et unique espèce du genre, est Koreaceratops hwaseongensis, le nom spécifique dérivant de Hwaseong City.
Koreaceratops est remarquable par la hauteur des épines neurales des vertèbres caudales, et par la structure de son astragale. Dans certains des vertèbres caudales distales, les épines neurales sont plus de cinq fois la hauteur de la centra vertébraux à laquelle elles sont attachées. Lee et al. ont noté que plusieurs cératopsiens avaient également de hautes épines neurales sur leur caudales. Comme ce caractère apparaît dans plusieurs branches de cératopsiens, Lee et al. postulent que la fonction a évolué indépendamment, peut-être une adaptation pour la nage. Lee et al. ont effectué une analyse phylogénétique et trouvé que Koreaceratops se positionne entre Archaeoceratops et les cératopsiens plus dérivés.

## Publication originale
- (en + de) Yuong-Nam Lee, Michael J. Ryan et Yoshitsugu Kobayashi, « The first ceratopsian dinosaur from South Korea », Naturwissenschaften, Springer Science+Business Media, vol. 98, no 1,‎ 18 novembre 2010, p. 39-49 (ISSN 0028-1042 et 1432-1904, OCLC 01759509, PMID 21085924, DOI 10.1007/S00114-010-0739-Y, lire en ligne).